# 연잎성게류
연잎성게류(蓮 ─ 類)는 성게강 연잎성게목을 이루는 해양무척추동물을 두루 일컫는 말이다. 연잎성게는 연잎 모양의 성게이다. 납작한 모양으로 별 모양의 무늬가 있다.